# São Miguel do Araguaia
São Miguel do Araguaia là một đô thị thuộc bang Goiás, Brasil. Đô thị này có diện tích 6144,38 km², dân số năm 2007 là 25472 người, mật độ 4,1 người/km².